# Margiza purpuraria
Margiza purpuraria (лат.) — вид чешуекрылых из подсемейства совок-пядениц. Единственный вид в роде Margiza.

## Описание
Хоботок хорошо развит. Щупики наклонно поднимающиеся, охристо-коричневые. Второй членик щупиков достигает темени. Усики самца со щетинками и волосками. Голова и грудь красные. Передние крылья на вершине с выступом. Внешний край передних крыльев равномерно изогнут. Брюшко c дорзальным гребнем на втором тергите.

## Распространение
Вид встречается в Колумбии.